# Citokróm c-oxidáz, III. alegység

Az MT-CO3 gén helye a humán mitokondriális genomban. Az MT-CO3 a 3 mitokondriális citokróm c-oxidáz-alegységet kódoló gén egyike (narancssárgával).

A citokróm c-oxidáz III. alegysége (COX3) enzim, melyet emberben az MT-CO3 gén kódol. A citokróm c-oxidáz fő transzmembrán alegységeinek egyike. Ezenkívül a légzési komplex IV három mitokondriális DNS (mtDNS) által kódolt alegységének (MT-CO1, MT-CO2, MT-CO3) egyike. Mutációi az izolált miopátia, a súlyos enkefalomiopátia, az öröklött Leber-látóideg-betegség, a mitokondriális IV. komplex-hiány és az ismétlődő mioglobinuria okai.

## Szerkezet
Az MT-CO3 gén 261 aminosavból álló, 30 kDa-os fehérjét kódol. Az így létrejövő COX3 fehérje a citokróm c-oxidáz 3. alegység család tagja. A fehérje a mitokondrium belső membránjában van. A COX3 több áthaladásos transzmembrán fehérje: emberben 7 transzmembrán doménje van a 15–35., a 42–59., a 81–101., a 127–147., a 159–179., a 197–217. és a 239–259. helyeken.

## Funkció
A citokróm c-oxidáz (EC 1.9.3.1) a mitokondriumok és sok aerob baktérium légzésének utolsó enzimje. A redukált citokróm c-ről az oxigénre való elektronátvitelt katalizálja:
4 citokróm c2+ + 4 H+ + O2 {\displaystyle \rightleftharpoons } 4 citokróm c3+ + 2 H2O
E reakció 4 további proton membránon át való vitelével együtt megy végbe.
A citokróm c-oxidáz oligomer enzimkomplex az eukarióták mitokondriumának belső membránjában és az aerob prokarióták plazmamembránjában. A prokarióta és eukarióta citokróm c-oxidázban 3 közös alegység van, ezek az I., a II. és a III. Prokariótákban az I. és III. alegységek egyesülhetnek, és egy 4. alegység is szerepelhet, eukariótákban változó mennyiségű kis alegység van.
Mivel a bakteriális légzési rendszerek elágazók, számos eltérő terminális oxidázuk van eukarióták mitokondriumában lévő egyetlen helyett. Bár a citokróm o-oxidázok nem citokróm c, hanem kinol- (ubikinol-) oxidációt katalizálnak, hozzá hasonlóan hem-réz oxidáz-szupercsaládba tartoznak. E család tagjai mindhárom fő alegységben hasonlítanak: az I. alegység a leginkább konzervált, a II. a legkevésbé.

## Klinikai jelentősége
Az mtDNS-kódolt citokróm c-oxidáz-alegységek génjeinek mutációi összefüggésben lehetnek az izolált miopátiával, a súlyos enkefalomiopátiával, az örökölt Leber-látóideg-betegséggel, a mitokondriális komplex IV-hiánnyal és az ismétlődő mioglobinuriával.

### Örökölt Leber-látóideg-neuropátia (LHON)
A LHON a látóideg-diszfunkció okozta központi látás akut vagy szubakut elvesztésével járó anyai ágon öröklődő betegség. Szívfunkciós és neurológiai tüneteket is észleltek egyes betegekben. A LHON okai elsődleges mitokondriális DNS-mutációk, melyek megváltoztatják a légzési komplexeket. A 9438. és 9804. helyen lévő mutációk, melyek a 78. glicint szerinre, a 200. alanint treoninra cserélik, a betegséggel összefügghetnek.

### Mitokondriális komplex IV-hiány (MT-C4D)
A komplex IV-hiány (COX-hiány) mely a mitokondriális légzési ciklus betegsége, mely számos klinikai következménnyel járhat, izolált miopátiától súlyos, sokszervi betegségig. Tünetei lehetnek májdiszfunkció, hepatomegália, hipotónia, izomgyengeség, edzésintolerancia, késői motoros fejlődés, értelmi fogyatékosság, késői fejlődés, laktacidémia, enkefalopátia, ataxia és aritmia. Egyes esetekben halálos hipertrófiás kardiomiopátia alakulhat ki neonatális halállal járva, más esetekben Leigh-szindróma alakulhat ki. A G7970T és G9952A mutációk összefüggésben állhatnak a betegséggel.

### Ismétlődő mitokondriális mioglobinuria (RM-MT)
Az ismétlődő mioglobinuria jellemzői az ismétlődő rabdomiolízis (vázizomszövet nekrózisa vagy bomlása), mely kapcsolatban állhat izomfájdalommal és gyengeséggel, és amit mioglobin vizeletbe ürítése követ. Ez is összefügghet a mitokondriális komplex IV-hiánnyal.

## Alcsaládok
- Citokróm o-ubikinoloxidáz, III. alegység InterPro: IPR014206
- Citokróm aa3-kinoloxidáz, III. alegység InterPro: IPR014246

## Kölcsönhatások
A COX3-nak 15 kéttagú fehérje-fehérje kölcsönhatása és 8 kokomplex kölcsönhatása ismert. A COX3 kölcsönhat az SNCA, a KRAS, a RAC1 és a HSPB2 fehérjékkel.

## Fordítás
Ez a szócikk részben vagy egészben  a   Cytochrome c oxidase subunit III című angol Wikipédia-szócikk ezen változatának fordításán alapul.  Az eredeti cikk szerkesztőit annak laptörténete sorolja fel. Ez a jelzés csupán a megfogalmazás eredetét és a szerzői jogokat jelzi, nem szolgál a cikkben szereplő információk forrásmegjelöléseként.